# Schiller-Gedächtnispreis
Der Schiller-Gedächtnispreis ist ein Literaturpreis des Landes Baden-Württemberg. Er ist mit 40.000 Euro dotiert (Stand 2024) und wird seit 1955 alle drei Jahre an Schillers Geburtstag am 10. November verliehen. Die Auszeichnung wird für ein hervorragendes Werk auf dem Gebiet der deutschen Literatur oder Geisteswissenschaften, Einzelwerk oder gesamtes literarisches Schaffen, verliehen. Zusätzlich werden zwei mit je 7500 Euro dotierte Förderpreise für junge Dramatiker vergeben. Bewerbungen sind nicht vorgesehen.

## Preisträger
- 1955 Rudolf Kassner, Förderpreise an Stefan Barcava und Richard Hey
- 1957 Rudolf Pannwitz, Förderpreise an Leopold Ahlsen und Karl Wittlinger
- 1959 Wilhelm Lehmann, Förderpreise an Dieter Meichsner und Bruno Meyer-Wehlack
- 1962 Werner Bergengruen, Förderpreise an Heinar Kipphardt und Dieter Waldmann
- 1965 Max Frisch, Förderpreise an Martin Walser und Erich Fried
- 1968 Günter Eich, Förderpreise an Martin Sperr und Egon Merz
- 1971 Gerhard Storz, Förderpreis an Heinrich Henkel
- 1974 Ernst Jünger, Förderpreis an Gerlind Rheinshagen
- 1977 Golo Mann, Förderpreis an Botho Strauß
- 1980 Martin Walser, Förderpreise an Thomas Brasch und Helmut Walbert
- 1983 Christa Wolf, Förderpreise an Herbert Kapfer und Klaus Pohl
- 1986 Friedrich Dürrenmatt, Förderpreis an Harald Kuhlmann
- 1989 Käte Hamburger, Förderpreise an Ludwig Fels und Rainald Goetz
- 1992 Volker Braun, Förderpreise an Eugen Ruge und Werner Schwab
- 1995 Peter Handke, Förderpreise an Dea Loher und Andreas Marber
- 1998 Hans Joachim Schädlich, Förderpreise an Roland Schimmelpfennig und Theresia Walser
- 2001 Alexander Kluge, Förderpreise an Kai Hensel und Kristo Šagor
- 2004 Christoph Hein, Förderpreise an Rebekka Kricheldorf und Kathrin Röggla
- 2007 Botho Strauß, Förderpreise an Thomas Freyer und Klaus Händl[1]
- 2010 Tankred Dorst, Förderpreise an Anne Rabe und Nis-Momme Stockmann[2]
- 2013 Rainald Goetz, Förderpreise an Mathilda Fatima Onur und Mario Salazar[3]
- 2016 Ror Wolf, Förderpreise an Stefan Hornbach und Miroslava Svolikova[4]
- 2019 Nino Haratischwili, Förderpreise an Svealena Kutschke und Maryam Zaree[5]
- 2022 Julia Franck, Förderpreise an Ewe Benbenek und Anne Haug[6]
- 2024: Barbara Honigmann[7]